# Nicole Minota
Nicole Minota (* 25. März 1995) ist eine ecuadorianische Leichtathletin, die im Sprint und im Mittelstreckenlauf an den Start geht.

## Sportliche Laufbahn
Erste internationale Erfahrungen sammelte Nicole Minota im Jahr 2013, als sie bei den Südamerikameisterschaften in Cartagena in 3:43,01 min gemeinsam mit Érika Chávez, Celene Cevallos und Yadira Méndez die Bronzemedaille mit der ecuadorianischen 4-mal-400-Meter-Staffel hinter den Teams aus Brasilien und Kolumbien. Anschließend belegte sie bei den Juegos Bolivarianos in Trujillo in 57,32 s den achten Platz im 400-Meter-Lauf und erreichte mit der Staffel nach 3:46,13 min Rang vier. 2017 schied sie bei den Südamerikameisterschaften in Luque mit 57,60 s im Vorlauf über 400 m aus und belegte mit der Staffel in 3:44,92 min den fünften Platz. Anschließend wurde sie bei den Juegos Bolivarianos in Santa Marta in 55,69 s Achte über 400 m und gelangte mit der Staffel nach 3:41,69 min auf Rang vier. Im Jahr darauf kam sie bei den Ibero-Amerikanischen Meisterschaften in Trujillo mit 57,07 s nicht über die erste Runde über 400 m hinaus und wurde in 3:43,33 min Vierte im Staffelbewerb. 2019 schied sie bei den Südamerikameisterschaften in Lima mit 55,04 s in der Vorrunde über 400 m aus und belegte in 2:06,38 min den fünften Platz im 800-Meter-Lauf und erreichte mit der Staffel nach 3:42,91 min Rang sechs.

## Persönliche Bestleistungen
- 400 Meter: 54,98 s, 28. Oktober 2017 in Quito
- 800 Meter: 2:06,38 min, 26. Mai 2019 in Lima